# منتخب الولايات المتحدة لكرة اليد
منتخب الولايات المتحدة لكرة اليد هو الممثل الرسمي لدولة الولايات المتحدة في لعبة كرة اليد.

## سجل النتائج في بطولة العالم
| - ألمانيا 1938 : - السويد 1954 : - ألمانيا الشرقية 1958 : - ألمانيا الغربية 1961 : - تشيكوسلوفاكيا 1964 :15 - السويد 1967 : - فرنسا 1970 :16 - ألمانيا الشرقية 1974 :16 - الدنمارك 1978 : - ألمانيا الغربية 1982 : | - سويسرا 1986 : - تشيكوسلوفاكيا 1990 : - السويد 1993 :16 - أيسلندا 1995 :21 - اليابان 1997 : - مصر 1999 : - فرنسا 2001 : 24 - البرتغال 2003 : - تونس 2005 : - ألمانيا 2007 : |

## روابط إضافية
- The USOC team handball page
- The national handball team